# Dorfkirche Fröhden

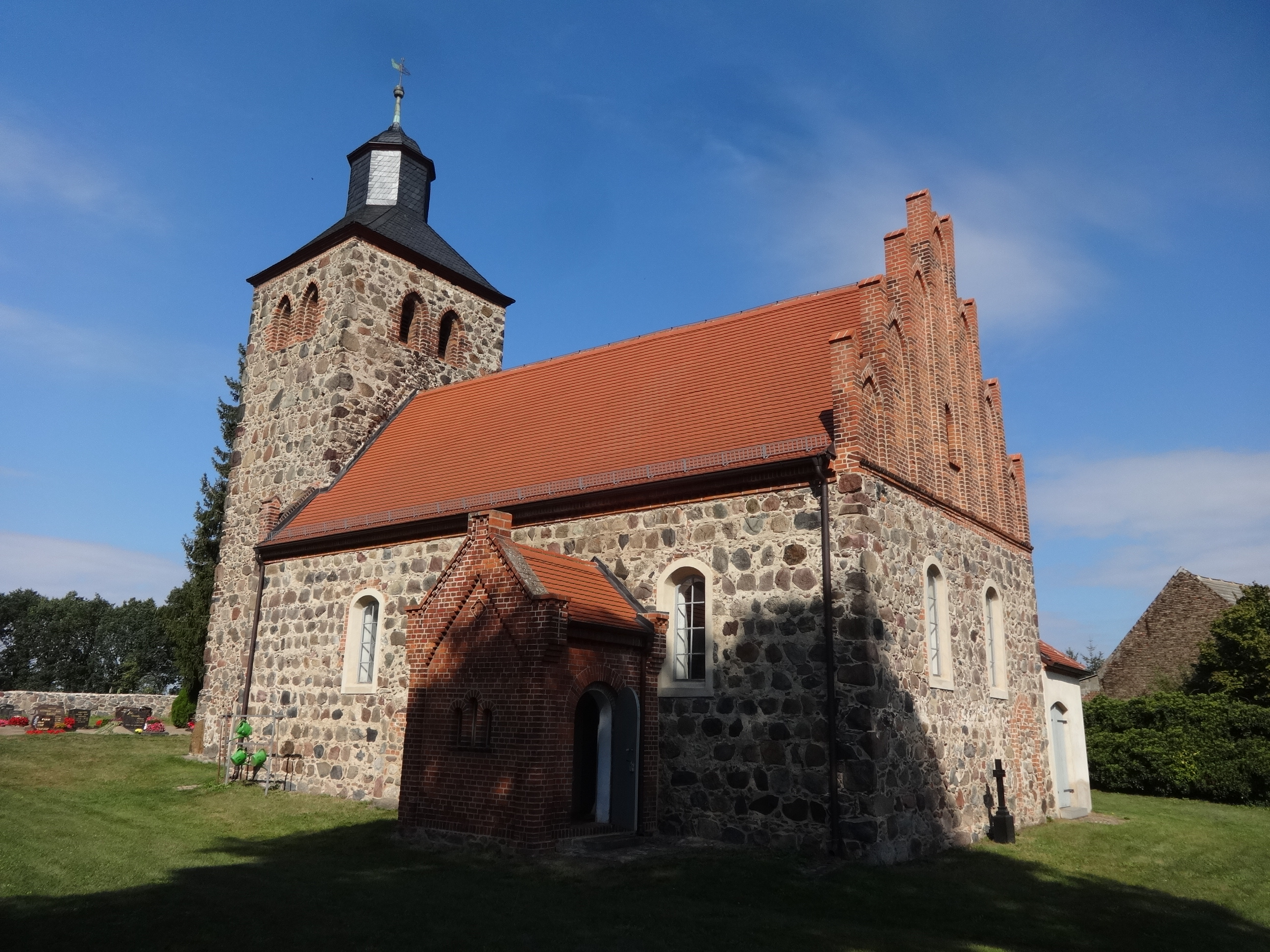
Dorfkirche in Fröhden

Die evangelische Dorfkirche Fröhden ist eine spätgotische Feldsteinkirche aus dem Anfang des 14. Jahrhunderts in Fröhden, einem Ortsteil von Jüterbog im Landkreis Teltow-Fläming in Brandenburg. Auf Grund ihrer Lage am Flaeming-Skate wird sie auch als Skaterkirche bezeichnet. Sie gehört zur Kirchengemeinde Jüterbog im Kirchenkreis Zossen-Fläming der Evangelischen Kirche Berlin-Brandenburg-schlesische Oberlausitz.

## Geschichte
Der spätgotische Sakralbau wurde laut Dehio-Handbuch in seinem Kern zum Anfang des 14. Jahrhunderts errichtet. Im 15. Jahrhundert fügten Baumeister den Westturm hinzu. Dessen Wetterfahne zeigt jedoch das Jahr 1297, so dass mit dem Bau möglicherweise bereits zum Ende des 13. Jahrhunderts begonnen wurde. Ausweislich einer Informationsschrift in der Kirche ist aus den Jahren 1325 bis 1339 die Existenz eines Pfarrers Conrad überliefert, der neben Jüterbog auch in Fröhden wirkte. Im Dreißigjährigen Krieg wurde der Ort zerstört, dabei brannten auch die Kirche und das Pfarrhaus ab. Bis 1664 baute die Kirchengemeinde beide Bauwerke wieder auf; 1694 erhielt der Westturm seine Laterne. 1797 ließ sie den Kanzelaltar errichten. Im gleichen Jahr stellten Experten jedoch fest, dass der Turm baufällig geworden war und erneuert werden musste. Ende des 18. Jahrhunderts kam eine Patronatsloge hinzu. 1860 erneuerten Handwerker den Ostgiebel im Stil der Neugotik. Im Zweiten Weltkrieg wurde der Kirchturm durch Einschüsse beschädigt. 2008 erfolgte eine Sanierung, gefolgt von weiteren Instandsetzungsarbeiten an Dach und Außenmauern in den Jahren 2009 und 2010. Am 20. Juni 2010 feierte die Gemeinde eine erneute Kirchweihe. Seit dieser Zeit wirbt sie als Skaterkirche um Besucher des angrenzenden Flaeming-Skates.

## Architektur
Das Kirchenschiff wurde aus unbehauenen Feldsteinen errichtet, die lagig geschichtet wurden. Die Zwischenräume sind mit Granitsplittern und Mörtel verfüllt; es sind Reste eines gequaderten Fugenputzes erkennbar. An der südlichen Wand sind drei gleich große, segmentbogenförmige Fenster vorhanden, deren Faschen mit hellem Putz betont werden. Zwischen dem östlichen und dem mittleren Fenster ist eine mit Feldsteinresten und Mauerziegeln zugesetzte Priesterpforte erkennbar. Das östliche Fenster wird teilweise durch einen rechteckigen Vorbau aus rötlichem Mauerstein verdeckt. Über diesen kleinen Anbau kann die Kirche im 21. Jahrhundert betreten werden. Die Fensterform findet sich auch an den beiden Öffnungen im Chor wieder. Rechts unten ist eine weitere zugesetzte Pforte zu erkennen. Der neugotische Giebel wurde aus Mauerstein errichtet und ist mit sieben Blenden und kleinen Türmchen gegliedert, Mittig ist eine spitzbogenförmige Öffnung. Die Nordseite des Kirchenschiffs ist ähnlich der Südseite aufgebaut. Hier fällt am östlichen Ende ein schlichter, mit weißem Putz versehener rechteckiger Anbau auf, die Patronatsloge. Weiterhin gibt es ein gedrückt-segmentbogenförmiges Fenster am westlichen Rand der Schiffswand. Das Satteldach des Kirchenschiffs ist mit rotem Biberschwanz eingedeckt.
Der quadratische Westturm ist eingezogen und wurde ebenfalls aus Feldsteinen errichtet, die jedoch nicht so sauber geschichtet wurden, wie es beim Kirchenschiff der Fall ist. An der Südseite ist eine kleine in Mauerziegeln eingefasste Pforte. Im Turmgeschoss befinden sich an jeder Seite zwei spitzbogenförmige Klangarkaden aus Mauerstein. Dahinter hängt eine Glocke, die August Sigismund Weinhold aus Dresden im Jahr 1797 goss. Das Zeltdach ist mit schwarzem Schiefer eingedeckt, an das sich eine Laterne mit Turmkugel und Wetterfahne anschließt.

## Ausstattung

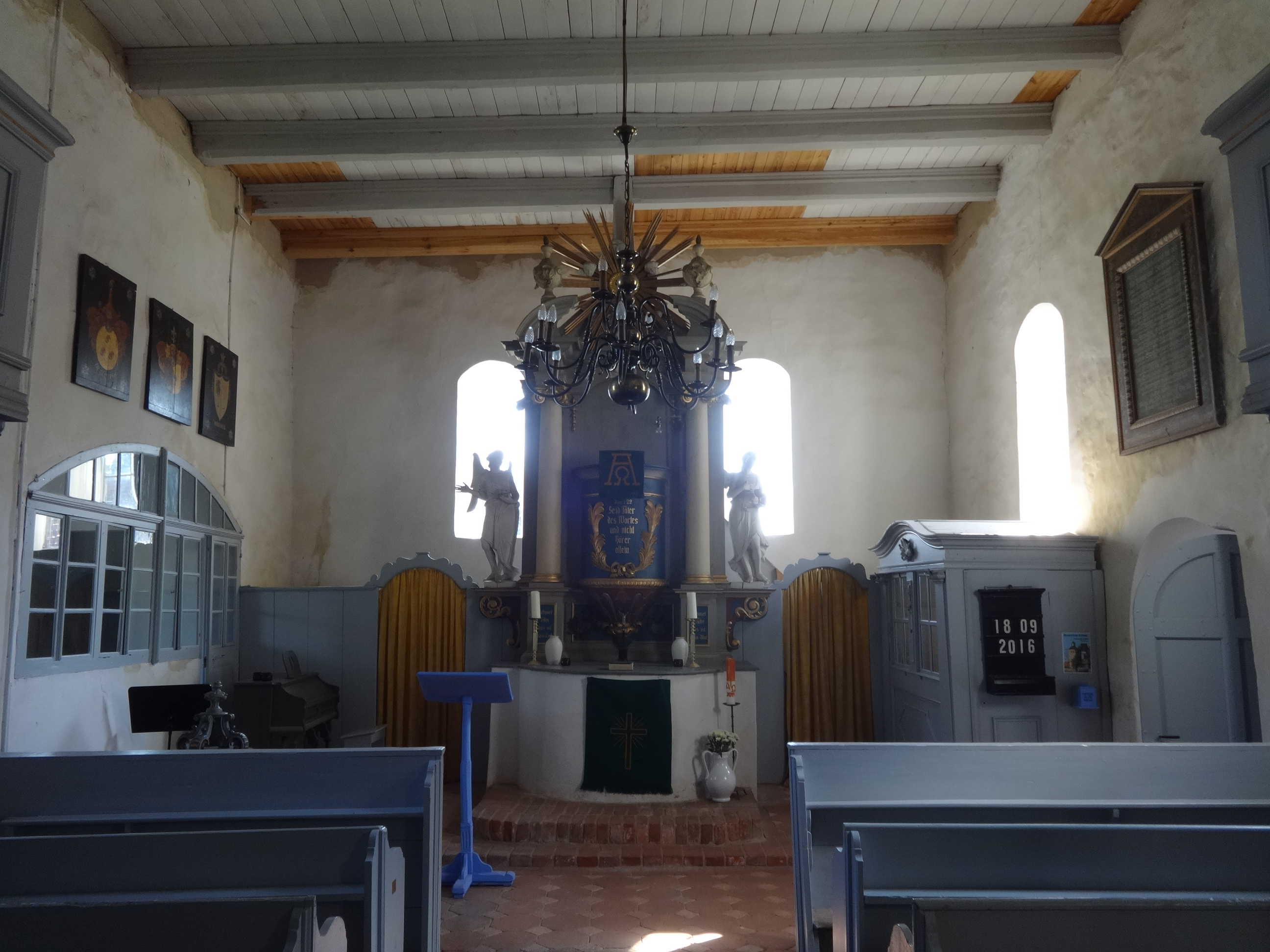
Blick vom Kirchenschiff in Richtung Altar

Das Altarretabel entstand im Jahr 1760. Die Kanzel ist von zwei ionischen Säulen eingerahmt, die einen gesprengten Segmentgiebel mit einem Strahlenkranz tragen. Der Fuß der Säulen ist mit Worten aus dem Einsetzungsbericht verziert. Links ist zu lesen: „Nehmet und esset das ist mein Leib“ sowie rechts „Nehmet und esset das ist mein Blut“. Seitlich sind zwei lebensgroße Engel mit Kelch und Patene angebracht. Den runden Kanzelkorb ziert ein Vers aus dem Brief des Jakobus (1,22): „Seid Täter des Wortes und nicht Hörer allein [wodurch ihr euch selbst betrügt]“ sowie ein darüber angebrachtes Alpha und Omega. Die hölzerne Fünte ist mit Voluten und Muschelwerk verziert und entstand um 1760, die Taufschale ist auf das Jahr 1851 datiert. Das Kirchengestühl sowie die Hufeisenempore schufen Handwerker im 18. Jahrhundert. Die Patronatsloge ist durch ein großes Fenster mit dem Kirchenschiff verbunden. Darüber hängen drei Wappentafeln derer von Klitzing und derer von Eding. Auf der westlichen, bauchigen Empore steht eine Orgel von Friedrich August Moschütz mit einem Prospekt aus dem Jahr 1856. Das Bauwerk besitzt eine flache Balkendecke.